# SN 2007lt
SN 2007lt – supernowa typu Ia odkryta 6 października 2007 roku w galaktyce A215347+0000. W momencie odkrycia miała maksymalną jasność 19,90m.